# Yair Kless
Yair Kless es un violinista y profesor universitario israelí.

## Biografía
Estudió con Israel Amida y André Gertler en la Academia de Música de Tel Aviv y posteriormente en Bruselas en el Conservatorio y la Capilla Musical Reina Elizabeth. Comenzó sus actuaciones a edad muy temprana y ha alcanzado renombre mundial en sus actividades como solista y músico de cámara. 
Su amplio repertorio incluye desde obras del período barroco, hasta composiciones creadas especialmente para él. Perteneció al grupo Israelí Baroque Musicians y fue primer violín del Cuarteto de Cuerda Sol-La-Re, del Cuarteto con Piano de Tel Aviv y del American New Art Trio. En la actualidad forma parte del Trío Modus, un trío de cuerdas asentado en Israel. Como miembro del Sexteto Stradivari ofrece recitales en Europa y actúa a dúo con su hijo Eyal, también violinista. 
Conocido mundialmente como uno de los más prestigiosos profesores de violín, muchos de sus alumnos han ganado premios en concursos internacionales y ocupan actualmente puestos importantes en el mundo de la música en Israel y en el resto del mundo. 
Durante muchos años ha estado a cargo del Departamento de Cuerda de la Rubin Academy of Music y ha dirigido esta academia entre 1989 y 1993. Actualmente es miembro del jurado de diversos concursos internacionales. Participa regularmente en cursos de verano y en prestigiosos festivales de música, como el de Salzburgo. También es invitado a dar lecciones magistrales en Estados Unidos, la antigua Unión Soviética, Alemania, Irlanda, Finlandia, Francia, Australia, Inglaterra, Italia, Polonia y los Países Bajos. Desde 1995 el profesor Kless divide su tiempo entre Europa -como profesor en la Universidad de Graz (Austria)- e Israel.